# Pat Sajak
Pat Sajak, właśc. Patrick Leonard Sajdak (ur. 26 października 1946 w Chicago) – amerykańska osobowość telewizyjna pochodzenia polskiego.  

## Życiorys
Jego rodzina, której korzenie sięgają XVI wieku, pochodziła ze wsi Laskowa, położonej w województwie małopolskim. Uczęszczał do Columbia College w Chicago. Rozpoczął pracę jako recepcjonista w hotelu Palmer House. Trzy lata później wstąpił do armii i został wysłany na wojnę wietnamską. Po kilku miesiącach został przeniesiony do służby w radiu AFN, w Sajgonie. Karierę wojskową zakończył w Departamencie Obrony. W tym czasie próbował znaleźć pracę w radiu lub telewizji, jednak ponownie zatrudnił się jako recepcjonista w hotelu Madison w centrum Waszyngtonu.

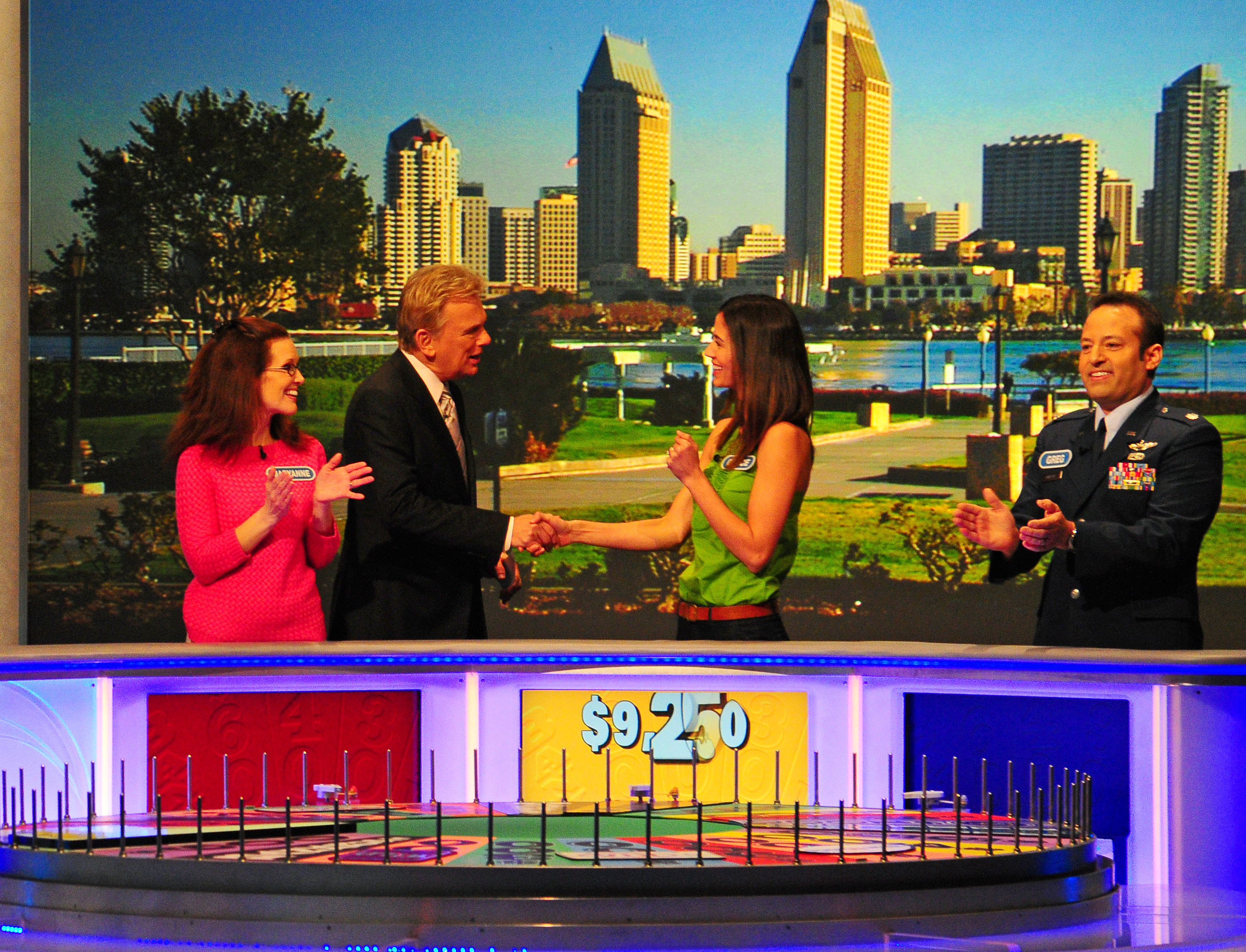
Pat Sajak w jednym z odcinków teleturnieju Wheel of Fortune (2012)

W latach 1981–2024 był gospodarzem amerykańskiej wersji teleturnieju Wheel of Fortune.
W początkach kariery telewizyjnej przedstawiany był nazwiskiem Sajak. W końcu lat 80. urzędowo usunął literę „d” z nazwiska ze względu na problemy z artykulacją w środowisku amerykańskim.
Został uhonorowany nagrodą People’s Choice Award i trzykrotnie nagrodą Emmy. Posiada swoją gwiazdę na Hollywoodzkiej Alei Gwiazd.
W 2017 roku uczestniczył w inauguracji nowej edycji programu Koło fortuny w Polsce. Była to jego pierwsza wizyta w ojczyźnie przodków. Prezenter poświęcił także czas na wizytę w rodzinnej miejscowości.
Od 2002 r. Sajak zasiada w Radzie Powierniczej Hillsdale College w Hillsdale w stanie Michigan, a w 2019 r. został jej przewodniczącym.  W 2024 roku w Hillsdale otwarto Centrum Mediów Wizualnych Sajak, dzięki czemu szkoła może nagrywać lekcje wideo w studiu. Budowa została sfinansowana przez rodzinę Sajak.